# José Lago Millán
José Lago Millán (Pontevedra, 1893 – ...) è stato un allenatore di calcio spagnolo, commissario tecnico dell'Argentina dal 14 luglio 1927 al 21 settembre 1928.

## Carriera
Nato in Spagna e giunto in Argentina all'età di 13 anni, Lago Millán praticò atletica leggera e ciclismo sia nel proprio Paese natale che in Argentina. Laureato in educazione fisica, svolgeva l'incarico di professore di Cultura Física alla YMCA; era esperto di callistenia, pallacanestro, atletica leggera e nuoto, e aveva inoltre delle nozioni di psicologia. Lavorava come preparatore atletico; così come già era avvenuto per Ángel Vázquez, a guidare la selezione argentina fu chiamato un esperto di preparazione fisica, così che i giocatori si allenassero al meglio e si presentassero alle competizioni nella migliore condizione possibile. Lago Millán debuttò sulla panchina della Nazionale il 14 luglio 1927, nella partita giocata contro l'Uruguay a Montevideo, valida per la Copa Newton e vinta per 1-0 dalla formazione albiceleste. Dopo aver perso il successivo incontro di Copa Lipton, sempre contro l'Uruguay ma tenutosi a Buenos Aires, il CT argentino dovette selezionare 15 giocatori per il Campeonato Sudamericano del 1927. Lago Millán decise di schierare la sua formazione secondo lo schema 2-3-5, il più diffuso in Sudamerica a quel tempo, ed esordì contro la Bolivia il 30 ottobre a Lima. La vittoria per 7-1 evidenziò le doti realizzative della prima linea argentina, con Luna e Carricaberry autore di due reti ciascuno. Il seguente incontro vide l'Argentina superare per 3-2 l'Uruguay, davanti a 26.000 spettatori (la più alta affluenza di pubblico in quel torneo); la partita finale si disputò tra Argentina e Perù, padrone di casa: la Nazionale di Lago Millán vinse per 5-1, ottenendo il titolo di campione continentale. Dopo un'amichevole contro il Portogallo a Lisbona, giocata il 1º aprile 1928, il tecnico della selección stilò la lista dei convocati per Amsterdam 1928, prima edizione dei Giochi olimpici a vedere la partecipazione della squadra di calcio argentina. Scelse 22 giocatori, la maggior parte dei quali selezionati da Boca Juniors, Estudiantes e Racing. L'esordio vide l'Argentina avere la meglio sugli Stati Uniti con il punteggio di 11 reti a 2; seguirono altre due larghe vittorie contro Belgio (6-3) e Egitto (6-0). La prima finale con l'Uruguay terminò in parità, 1-1; l'infortunio di Roberto Cherro privò l'Argentina di uno degli elementi ritenuti più importanti da Lago Millán, e l'incontro terminò con una sconfitta per 2-1, l'unico insuccesso della Nazionale argentina in quei Giochi. Dopo aver disputato le edizioni 1928 di Copa Newton e Copa Lipton, Lago Millán lasciò l'incarico di CT. Durante Argentina 1937 fu assistente di Manuel Seoane.

## Palmarès

### Nazionale
- Copa Newton: 2

1927, 1928
- Campeonato Sudamericano de Football: 1

Perù 1927
- Argento olimpico: 1

Amsterdam 1928